# San Diego de la Unión
San Diego de la Unión es una ciudad ubicada al norte del estado de Guanajuato, México, y es la cabecera del municipio que lleva su mismo nombre. Según el censo de 2020, su población era de 41,054 habitantes, con una distribución de 53.1% mujeres y 46.9% hombres. Los grupos de edad más numerosos son los de 15 a 19 años, de 0 a 4 años y de 10 a 14 años, que en conjunto representan el 30.3% de la población. La ciudad cuenta con una pequeña presencia de hablantes de lenguas indígenas, con 35 personas, principalmente zapoteco y otomí. En términos educativos, los niveles más alcanzados son Primaria, Secundaria y Bachillerato, mientras que la tasa de analfabetismo en 2020 fue del 10.3%, afectando en mayor medida a las mujeres. El índice de Gini, que mide la desigualdad, se situó en 0.308, lo que coloca a San Diego de la Unión entre los municipios con menor desigualdad en Guanajuato. Aproximadamente el 36% de la población vive en situación de pobreza moderada y el 3.7% en pobreza extrema, siendo las principales carencias el acceso a la seguridad social y el rezago educativo. En cuanto al clima, San Diego de la Unión tiene veranos cortos y calurosos, e inviernos breves y fríos, con temperaturas que oscilan entre los 4 °C y 28 °C, y un ambiente generalmente seco y parcialmente nublado a lo largo del año.

## Geografía
La cabecera municipal de San Diego de la Unión se localiza en la región noreste del estado de Guanajuato, situada a los 100° 52' 25" longitud Oeste del Meridiano de Greenwich y a los 21° 27' 56" latitud Norte. La altura es de 2,070 m s. n. m.

## Historia

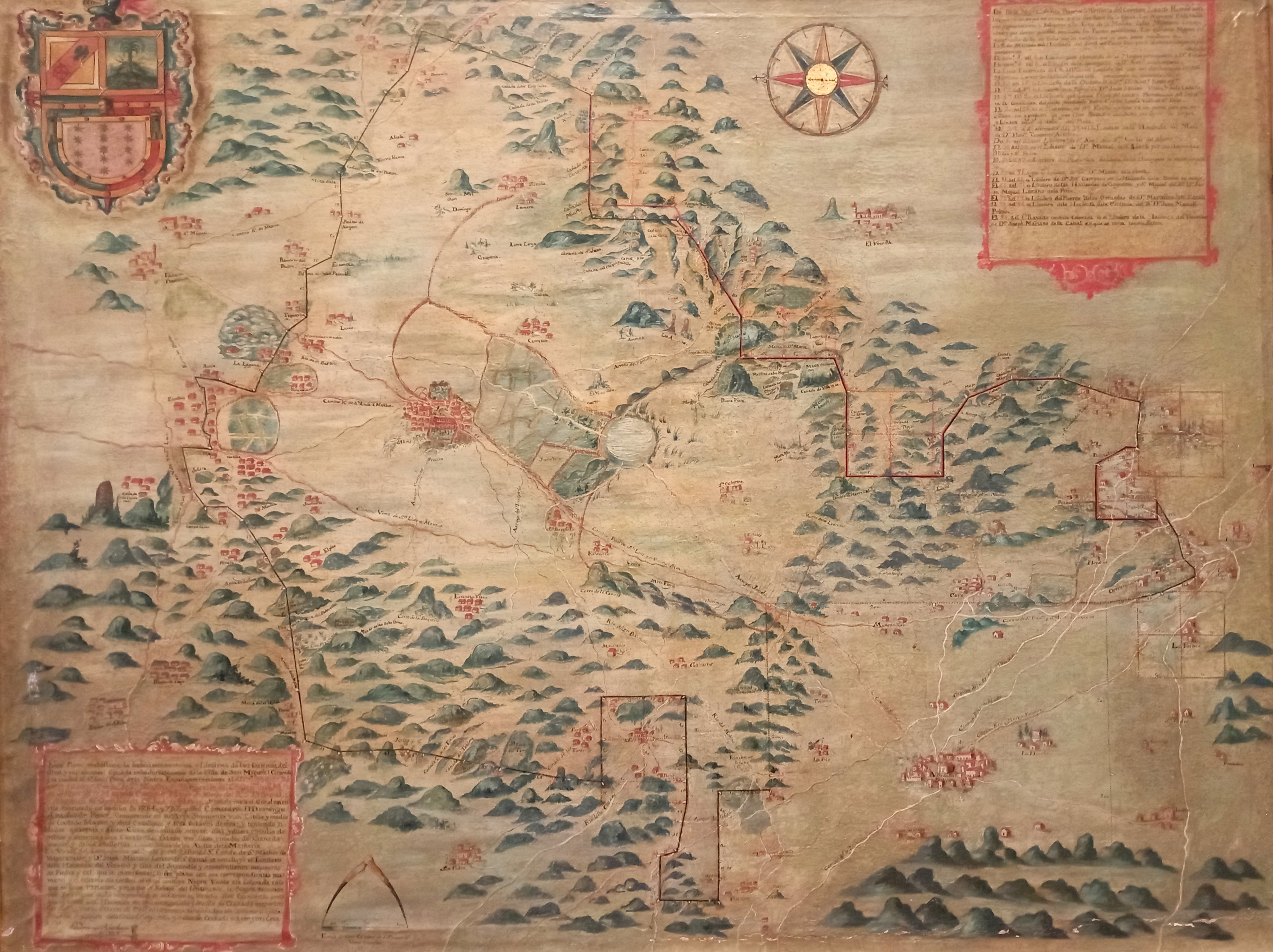
Pueblo del Bizcocho, mapa regional

Fue fundada por Manuel María de Torres, con el nombre de Pueblo de Bizcocho el 30 de noviembre de 1719. Fue en 1875 cuando, por decreto del 4 de mayo, siendo gobernador del estado de Guanajuato el general Florencio Antillón, se le concedió el título de villa.
El 3 de septiembre de 1817 se desarrolló la batalla de San Diego de la Unión entre las fuerzas realistas y el ejército insurgente, el cual tenía como comandante al general español Francisco Xavier Mina. El triunfo correspondió a las fuerzas de la insurgencia, quienes fusilaron a los prisioneros. La población fue incendiada, y quedó prácticamente destruida. El 30 de noviembre de 1819 se iniciaron los trabajos de reconstrucción del pueblo, por órdenes del intendente de San Luis Potosí. 
El 26 de septiembre de 1917 el municipio se convirtió en sede de los poderes estatales, y tomó posesión como gobernador el general Celestino Gasca Villaseñor, ante la presencia del Congreso del Estado. En 1940, se fundó el periódico El Periquito, primer medio de comunicación impreso en el municipio.

## Gastronomía
Entre los postres típicos de San Diego de la Unión, se encuentran las deliciosas chancaquillas, dulces elaborados a base de piloncillo, semilla de calabaza, nueces y agua, aunque cabe señalar que esta tradición se está perdiendo pues cada vez son más difíciles de conseguir.
Otro de los exquisitos postres de San Diego de la Unión es la mermelada de borrachita, la cual se prepara con azúcar, canela, borrachita (fruto de cactus) y agua.
El bolillo es uno de los panes más representativos de la región. En varias partes del municipio aún se elabora de manera artesanal en hornos de leña, lo que permite conservar su sabor auténtico, con una textura crujiente por fuera y suave por dentro. Es un elemento fundamental en la mesa de las familias sandieguenses.
Entre las bebidas encontramos el colonche el cual es una bebida fermentada tradicional de San Diego de la Unión. Esta bebida se elabora a partir de la fermentación de la pulpa de tuna roja Cardona, fruto del nopal, y su proceso de preparación ha sido transmitido de generación en generación entre las comunidades locales. Con un color rojizo característico y un sabor dulce y ligeramente ácido, el colonche es consumido principalmente durante festividades y celebraciones. Su elaboración representa una tradición ancestral de los pueblos del semidesierto mexicano, donde se aprovechan los recursos naturales del entorno para crear bebidas artesanales.
En abril, como antesala al Concurso Estatal de Cocina Tradicional, se llevan a cabo en San Diego de la Unión dos ediciones del Concurso de Cocina Tradicional, con categorías de platillos salados y dulces. Estos eventos reúnen a cocineros locales que comparten lo mejor de la gastronomía del municipio, brindando una experiencia auténtica de los sabores regionales.
En 2023, durante el 11º Encuentro de Cocina Tradicional, San Diego de la Unión obtuvo destacados resultados, al alcanzar el primer y segundo lugar en dos de las tres categorías, consolidándose como el municipio más premiado del certamen estatal organizado por #GuanajuatoSíSabe.

## Festividades de San Diego de la Unión
La Feria de San Diego de la Unión, celebrada el día 13 de noviembre, inicia con un solemne trecenario en la Iglesia de San Diego de Alcalá. Durante esta festividad, se lleva a cabo la coronación de la Reina de la Iglesia y la Reina del Municipio. La feria incluye una variedad de eventos artísticos, exposición de productores locales, y presentaciones de artistas nacionales, destacándose como una de las festividades más importantes de la región. La fiesta de San Diego de Alcalá se celebra cada 13 de noviembre en la cabecera municipal de San Diego de la Unión, esta festividad representa la fiesta patronal de la localidad. La población cuenta con la Parroquia de San Diego de Alcalá, donde se realizan diversas actividades que combinan tradiciones religiosas y paganas. Entre las principales actividades destacan las misas, espectáculos de fuegos artificiales, danzas y música, así como juegos mecánicos y la venta de antojitos típicos de la región.

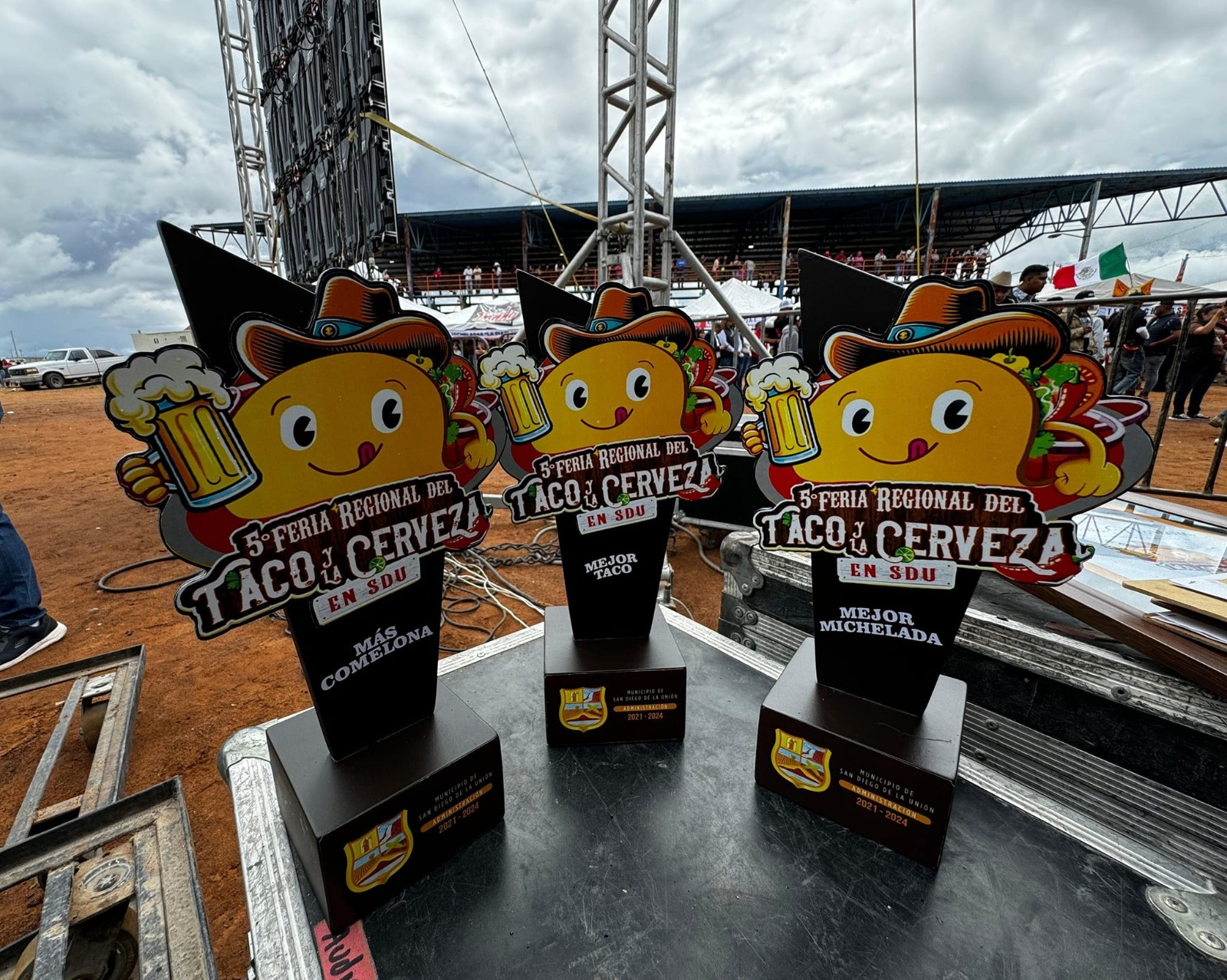
Trofeos entregados en la 5ta edición de la feria regional del taco y la cerveza

En junio, San Diego de la Unión celebra la Feria Regional del Taco y la Cerveza, un evento anual que ha sumado cinco ediciones hasta la fecha. Esta feria destaca la gastronomía local con una amplia oferta de tacos y micheladas, además de incluir actividades culturales y familiares. Gracias a su ambiente festivo y su variedad de propuestas, se ha consolidado como una de las celebraciones más esperadas de la región, atrayendo a miles de visitantes cada año.

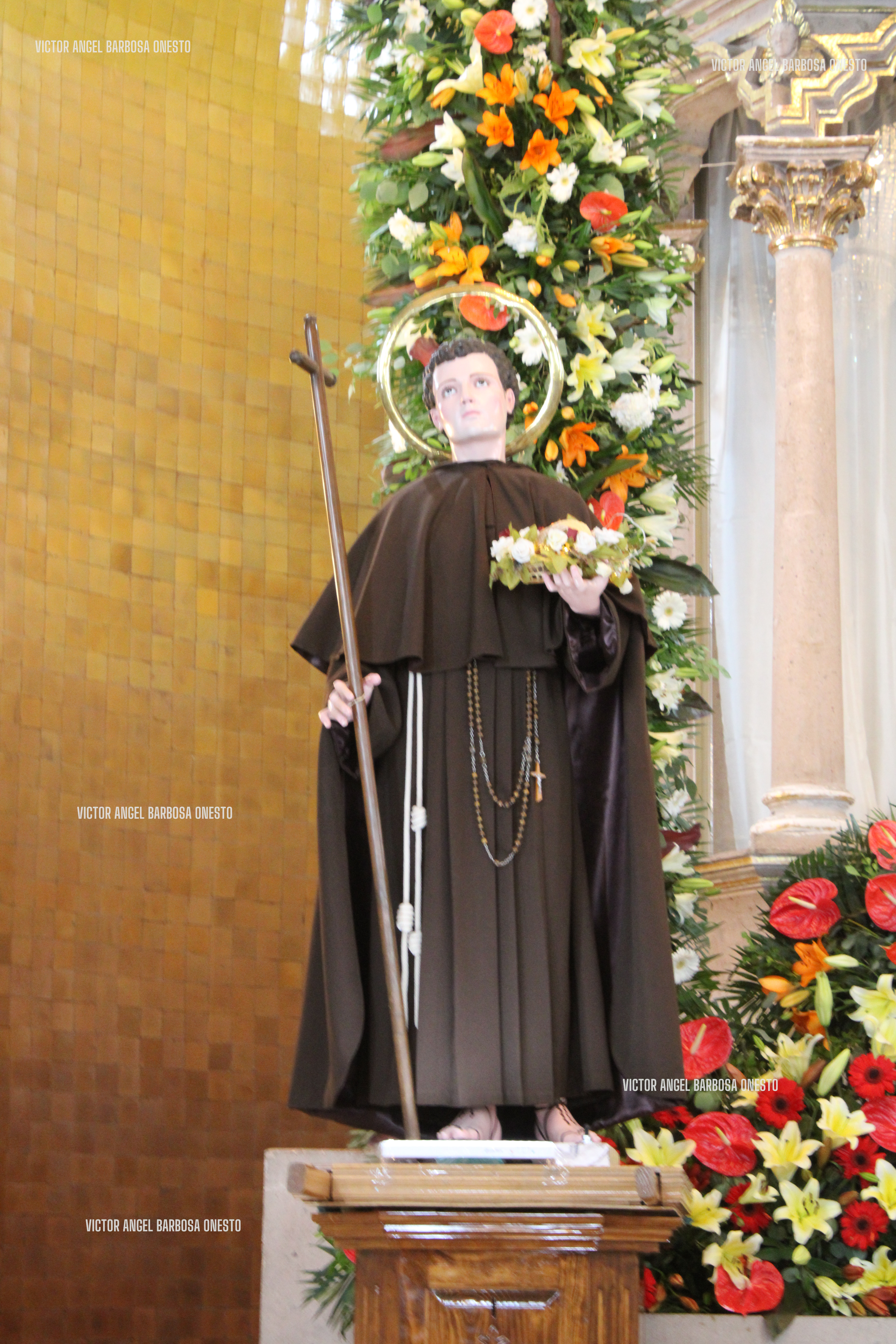
Imagen del Santo San Diego de Alcalá en la Parroquia de San Diego de la Unión, Guanajuato.

## Personajes ilustres
- José Cárdenas Rodríguez, maestro y director de la Escuela Primaria Núm. 1 [Cástula Miranda]] por 47 años. Fue fundador y director por seis años de la Escuela Secundaria "Arq. Carlos Obregón S.", primer cronista de San Diego de la Unión.
- General Celestino Gasca Villaseñor, jefe del Departamento de Fabriles de México, D.F., gobernador del estado, quien hiciera del municipio la capital provisional del estado de Guanajuato.
- Poeta José Cárdenas Peña, embajador de México en Argentina, representante de México ante la UNESCO en París, Francia. Autor de libros como Llanto subterráneo, Retama del olvido, Adonais a la elegía del amor, y una de sus últimas obras fue Los contados días.
- Maestra Cástula Miranda, primera maestra de la escuela de niñas en el municipio, destacó por su dedicada labor a la educación sandieguense.
- Silverio Tristán, dueño de la imprenta 'Tristán', la cual imprimía y publicaba trabajos a la ciudad de San Luis Potosí, y a su vez surtía la rama de las tesorerías de algunos municipios del estado.

## Salud
Para proporcionar atención médica a la ciudadanía, el municipio dispone de una infraestructura suficiente y de buen nivel, tanto del sector público como privado, ya que existen instituciones como la Secretaría de Salud (SSG) y el Instituto de Seguridad y Servicios Sociales de los Trabajadores del Estado (ISSSTE).
| Localidad              | Tipo de centro de salud                    |
| ---------------------- | ------------------------------------------ |
| San Diego de la Unión  | CAISES SAN DIEGO DE LA UNIÓN               |
| San Diego de la Unión  | HOSPITAL COMUNITARIO SAN DIEGO DE LA UNIÓN |
| Mulatos                | ESI 41 MULATOS                             |
| Peñuelas               | UMAPS PEÑUELAS                             |
| Pozo Ademado           | UMAPS POZO ADEMADO                         |
| El Rosalito            | UMAPS EL ROSALITO                          |
| Exhacienda de Monjas   | UMAPS EX-HACIENDA DE MONJAS                |
| La Presita de la Luz   | UMAPS LA PRESITA                           |
| San Juan Pan de Arriba | UMAPS SAN JUAN PAN DE ARRIBA               |
| La Sauceda             | UMAPS LA SAUCEDA                           |
| Catalán del Refugio    | UMAPS CATALÁN DEL REFUGIO                  |
| Peñuelas               | UMAPS PEÑUELAS                             |
| San Diego de la Unión  | UMF No. 29 IMSS                            |

## Ciudades hermanas
- San Nicolás del Puerto, Sevilla, España.[6]